# Хімічна (станція)
Хімі́чна (Хімікатна) — тупикова вантажна залізнична станція в Одеській області.
Розташована в селі Воронівка Одеського району Одеської області. Найближчі залізничні станції — Чорноморська (32 км), Берегова.
Станція здійснює вантажні операції у складі ТІС Трансінвестсервіс. Хімічна обслуговує термінали «ТІС-Зерно», «ТІС-Міндобрива» та «ТІС-Руда».